# Cucullia
Cucullia är ett släkte av fjärilar som beskrevs 1802 av Franz de Paula von Schrank och ingår i familjen nattflyn (Noctuidae).

## Dottertaxa tillCucullia, i alfabetisk ordning[1][2]
- Cucullia absinthii (Linnaeus, 1761), Absintkapuschongfly
- Cucullia achalina Püngeler, 1901
- Cucullia achilleae Guenée, 1852
- Cucullia africana Aurivillius, 1879
- Cucullia aksuana Draudt, 1935
- Cucullia albida Smith, 1894
- Cucullia albifuscata Janse, 1939
- Cucullia albilineata Gaede, 1935
- Cucullia albipennis Hampson, 1894
- Cucullia alfarata Strecker, 1898
- Cucullia amoena Philippi, 1860
- Cucullia amota Alphéraky, 1877
- Cucullia andraei Köhler, 1953
- Cucullia anthocharis Boursin, 1969
- Cucullia antipoda Strecker, 1878
  - Cucullia antipoda adopitna Barnes & Benjamin, 1927
- Cucullia aplana Viette, 1957
- Cucullia apo Ronkay & Ronkay, 1998
- Cucullia argentea (Hufnagel, 1766), Silverfläckat kapuschongfly
- Cucullia argentilinea Gaede, 1935
- Cucullia argentina (Fabricius, 1787)
- Cucullia argentivitta Hampson, 1905
- Cucullia argyrina Guenée, 1852
- Cucullia artemisiae (Hufnagel, 1766), Malörtskapuschongfly
- Cucullia asteris ([Denis & Schiffermüller], 1775), Asterkapuschongfly
  - Cucullia asteris heptapotamica Ronkay & Ronkay, 2009
- Cucullia asteroides Guenée, 1852
- Cucullia astigma Smith, 1894
- Cucullia balsamitae Boisduval, 1840
- Cucullia basipuncta Barnes & McDunnough, 1918
- Cucullia behouneki Hacker & Ronkay, 1988
  - Cucullia behouneki korsosi Ronkay & Ronkay, 1990
- Cucullia bensi (Agenjo, 1952)
- Cucullia biornata Fischer de Waldheim, 1840
- Cucullia biradiata Koshantchikov, 1925
- Cucullia biskrana Oberthür, 1918
- Cucullia boryphora Fischer de Waldheim, 1840, Stäppkapuschongfly
  - Cucullia boryphora oreomorpha Ronkay & Ronkay, 2009
- Cucullia boursini Ronkay & Ronkay, 1998
- Cucullia brunnea Hampson, 1902
- Cucullia bubaceki Kitt, 1925
- Cucullia buddhae Walker, 1858
- Cucullia calendulae Treitschke, 1835
- Cucullia campanulae Freyer
- Cucullia capazi (Agenjo, 1952)
- Cucullia cellulata Warren, 1911
- Cucullia cemenelensis Boursin, 1923
- Cucullia chamomillae ([Denis & Schiffermüller], 1775), Kamomillkapuschongfly
  - Cucullia chamomillae hackeri Ronkay & Ronkay, 1988
- Cucullia charon Poole, 1995
- Cucullia chrysota Hampson, 1902
- Cucullia cineracea Freyer, 1841
  - Cucullia cineracea argyllacea Hacker, Ronkay & Ronkay, 1990
  - Cucullia cineracea cyanogrisea Hacker, Ronkay & Ronkay, 1990
  - Cucullia cineracea nagyapo Ronkay & Ronkay, 1998
- Cucullia citella Ronkay & Ronkay, 1988
- Cucullia comstocki McDunnough, 1937
- Cucullia consimilis Felder, 1874
- Cucullia convexipennis Grote & Robinson, 1868
- Cucullia costaricensis Hampson, 1918
- Cucullia cucullioides Barnes & Benjamin, 1923
- Cucullia daedalis Janse, 1939
- Cucullia dallolmoi Berio, 1973
- Cucullia dammersi McDunnough, 1935
- Cucullia dierli Ronkay & Ronkay, 2009
- Cucullia differens Köhler, 1952
- Cucullia dimorpha Staudinger, 1896
- Cucullia distinguenda Staudinger, 1892
- Cucullia diverticulata Ronkay & Ronkay, 2009
- Cucullia dorsalis Smith, 1892
- Cucullia dracunculi Hübner
- Cucullia draudti Boursin, 1941
- Cucullia duplicata Staudinger, 1882
  - Cucullia duplicata orophila Hreblay & Ronkay, 1998
- Cucullia eccissica Dyar, 1919
- Cucullia elongata (Butler, 1880)
  - Cucullia elongata acutipennis Ronkay & Ronkay, 2009
- Cucullia embolima Püngeler, 1906
- Cucullia emungens Draudt, 1925
- Cucullia eucaena Dyar, 1919
- Cucullia eulepis Grote, 1876
- Cucullia eumorpha Alphéraky, 1893
- Cucullia eurekae Poole, 1995
- Cucullia extricata Walker, 1857
- Cucullia falcata Ronkay & Ronkay, 1987
- Cucullia fantastica Yoshimoto, 1995
- Cucullia florea Guenée, 1852
- Cucullia formosa Rogenhofer, 1860
- Cucullia fraudatrix Eversmann, 1837, Gråbokapuschongfly
- Cucullia fuchsiana Eversmann, 1842
- Cucullia galleti Rungs, 1972
- Cucullia generosa Staudinger, 1889
- Cucullia giacomellii Köhler, 1952
- Cucullia glaciale Boursin, 1940
- Cucullia glogeri Köhler, 1952
- Cucullia gnaphalii (Hübner, 1813), Gullriskapuschongfly
- Cucullia graeseri Püngeler, 1901
- Cucullia grandpeteri Ronkay & Ronkay, 2009
- Cucullia grisescens Leech, 1900
- Cucullia gyulaipeti Ronkay & Ronkay, 1998
- Cucullia hannemanni Varga, 1976
- Cucullia hartigi Ronkay & Ronkay, 1988
- Cucullia heinickei Boursin, 1967
- Cucullia heinrichi Köhler, 1952
- Cucullia heinrichi Barnes & Benjamin, 1924
- Cucullia hemidiaphana Graeser, 1892
- Cucullia hildana Schaus, 1938
- Cucullia hoenei Boursin, 1941
- Cucullia hostilis Boursin, 1934
- Cucullia humilis Boursin, 1941
- Cucullia hunza Ronkay & Ronkay, 2009
- Cucullia hutchinsoni Hampson, 1902
- Cucullia ikondae Berio, 1973
- Cucullia implicata Ronkay & Ronkay, 1987
- Cucullia improba Christoph, 1885
- Cucullia inaequalis Janse, 1939
- Cucullia incresa Smith, 1910
- Cucullia inderiensis Herrich-Schäffer
- Cucullia infernalis Boursin, 1941
- Cucullia infuscata Tschetverikov, 1925
- Cucullia intermedia Speyer, 1870
- Cucullia jakesi Ronkay & Ronkay, 1988
- Cucullia jankowskii Oberthür, 1884
- Cucullia jungtaichaoi Ronkay & Ronkay, 1999
- Cucullia katangae Romieux, 1943
- Cucullia khorassana Brandt, 1941
- Cucullia kurilullia Bryk, 1942
  - Cucullia kurilullia expulsa Ronkay & Ronkay, 2009
  - Cucullia kurilullia harutai Ronkay & Ronkay, 1998
- Cucullia lactea (Fabricius, 1787)
- Cucullia lactucae ([Denis & Schiffermüller], 1775), Blågrått kapuschongfly
- Cucullia laetifica Lintner, 1875
- Cucullia ledereri Staudinger, 1892
- Cucullia lethe Poole, 1995
- Cucullia leucopis Hampson, 1905
- Cucullia lilacina Schaus, 1898
- Cucullia lindei Heyne, 1899
- Cucullia lucifuga ([Denis & Schiffermüller], 1775), Ljusskyggt kapuschongfly
- Cucullia luna Morrison, 1875
- Cucullia lychnitis Rambur, 1833, Grågult kapuschongfly
- Cucullia macara Rebel, 1947
- Cucullia maculosa Staudinger, 1888
- Cucullia magnifica Freyer, 1839
- Cucullia malagassa Viette, 1957
- Cucullia mandschuriae Oberthür, 1884
- Cucullia maracandica Staudinger, 1888
- Cucullia marci Ronkay & Ronkay, 1988
- Cucullia mcdunnoughi Henne, 1940
- Cucullia melanoglossa (Berio, 1934)
- Cucullia melli Boursin, 1941
- Cucullia minuta Möschler, 1883
- Cucullia miraculosa Ronkay & Ronkay, 2009
- Cucullia mixta Freyer, 1842
  - Cucullia mixta lorica Ronkay & Ronkay, 1987
  - Cucullia mixta lucida Ronkay & Ronkay, 1987
  - Cucullia mixta ronkayi Hacker & Pinker, 1986
- Cucullia montanae Grote, 1882
- Cucullia naruenensis Staudinger, 1879
- Cucullia nigrifascia Hampson, 1894
- Cucullia nigrilinea Janse, 1939
- Cucullia nocturnalis Gaede, 1935
- Cucullia nokra Rungs, 1952
- Cucullia nubipicta Hampson, 1914
- Cucullia oberthuri (Culot, 1909)
- Cucullia ochribasis Gaede, 1935
- Cucullia omissa Dod, 1916
- Cucullia opacographa Ronkay & Ronkay, 1986
- Cucullia oribac Barnes, 1904
- Cucullia pallidicolor Janse, 1939
- Cucullia pallidistria Felder, 1874
- Cucullia papoka Ronkay & Ronkay, 1986
  - Cucullia papoka clarescens Ronkay & Ronkay, 2009
- Cucullia perforata Bremer, 1864
- Cucullia perlucida Jones, 1908
- Cucullia perstriata Hampson, 1905
- Cucullia peruensis Dognin, 1914
- Cucullia petrophila Ronkay & Ronkay, 1998
- Cucullia phocylides Druce, 1889
- Cucullia plantei Ronkay & Ronkay, 1998
- Cucullia platinea Ronkay & Ronkay, 1987
- Cucullia platti Prout, 1925
- Cucullia plicata Hreblay & Ronkay, 1998
- Cucullia postera Guenée, 1852
- Cucullia praecana Eversmann, 1843, Ljusgrått kapuschongfly
  - Cucullia praecana defecta Staudinger, 1897
- Cucullia prima Köhler, 1952
- Cucullia prolai Berio, 1956
- Cucullia propinqua Eversmann, 1842
- Cucullia pseudumbratica Boursin, 1942
- Cucullia pulla Grote, 1881
- Cucullia pullata Moore, 1881
- Cucullia pustulata Eversmann, 1842
  - Cucullia pustulata fraterna Butler, 1878
- Cucullia pyrostrota Hampson, 1905
- Cucullia rectilinea Köhler, 1952
- Cucullia retecta Püngeler, 1901
  - Cucullia retecta gabrieli Ronkay & Ronkay, 1998
- Cucullia retectina Ronkay & Ronkay, 1987
- Cucullia rufescens Hampson, 1905
- Cucullia ruficeps Hampson, 1905
- Cucullia ruptifascia Hampson, 1909
- Cucullia sabulosa Staudinger, 1879
- Cucullia sachalinensis Matsumura, 1925
- Cucullia santolinae Rambur, 1834
  - Cucullia santolinae rasa Saldaitis & Ivinskis, 2006
- Cucullia santonici (Hübner)
- Cucullia scopariae Dorfmeister, 1853
- Cucullia scoparioides Boursin, 1941
- Cucullia scrophulariae (Denis & Schiffermüller, 1775), Flenörtskapuschongfly
- Cucullia serraticornis Lintner, 1874
- Cucullia similaris Smith, 1892
- Cucullia simoneaui Laporte, 1976
- Cucullia spectabilisoides Poole, 1989
- Cucullia speyeri Lintner, 1874
- Cucullia splendida (Stoll, 1782)
- Cucullia strigata Smith, 1892
- Cucullia styx Poole, 1995
- Cucullia subgrisea Ronkay & Ronkay, 1986
- Cucullia sublutea Graeser, 1892
- Cucullia syggnomon Dyar, 1919
- Cucullia syrtana Mabille, 1888
  - Cucullia syrtana canaria Ronkay & Ronkay, 2009
  - Cucullia syrtana hesperica Rothschild, 1920
- Cucullia tamsi Ronkay & Ronkay, 1998
- Cucullia tanaceti ([Denis & Schiffermüller], 1775), Renfanekapuschongfly
- Cucullia tecca Püngeler, 1906
  - Cucullia tecca pallidiscripta Ronkay & Ronkay, 1988
- Cucullia tedjicolora Laporte, 1977
- Cucullia terensis Felder, 1874
- Cucullia tescorum Püngeler, 1909
- Cucullia thiaucourti Laporte, 1977
- Cucullia thomasi Hacker, Ronkay & Ronkay, 1990
  - Cucullia thomasi perscripta Ronkay & Ronkay, 1998
- Cucullia tibetana (Staudinger, 1896)
- Cucullia tibetanum Staudinger, 1896
- Cucullia tiefi Tschetverikov, 1956
- Cucullia tristis Boursin, 1934
- Cucullia tucumani Hampson, 1909
- Cucullia turkestana Ronkay & Ronkay, 1987
- Cucullia umbratica (Linnaeus, 1758), Skuggkapuschongfly
- Cucullia umbristriga Alphéraky, 1892
- Cucullia verbasci (Linnaeus, 1758), Kungsljuskapuschongfly
- Cucullia vicina Bang-Haas, 1912
- Cucullia virgaureae Boisduval, 1840
  - Cucullia virgaureae cinnamona Ronkay & Ronkay, 1987
  - Cucullia virgaureae tianshanica Ronkay & Ronkay, 2009
- Cucullia wiltshirei Ronkay, Ronkay & Legrain, 2009
- Cucullia xeranthemi Boisduval, 1840
- Cucullia xerophila Ronkay & Ronkay, 1998
- Cucullia yuennanensis Boursin, 1941

## Bildgalleri

### Preparerade(uppnålade)imagofjärilar

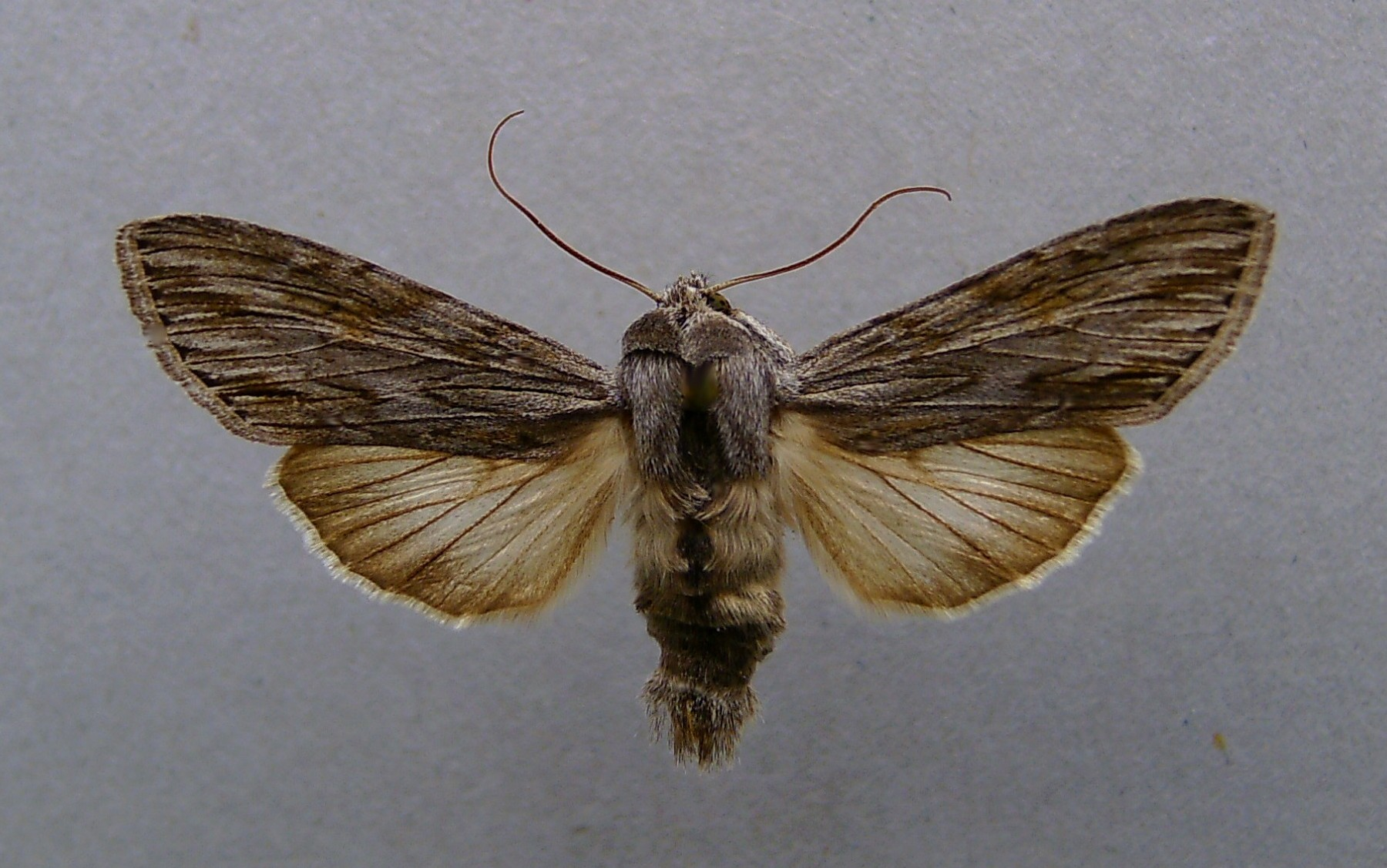
Ljusskyggt kapuschongfly Cucullia lucifuga
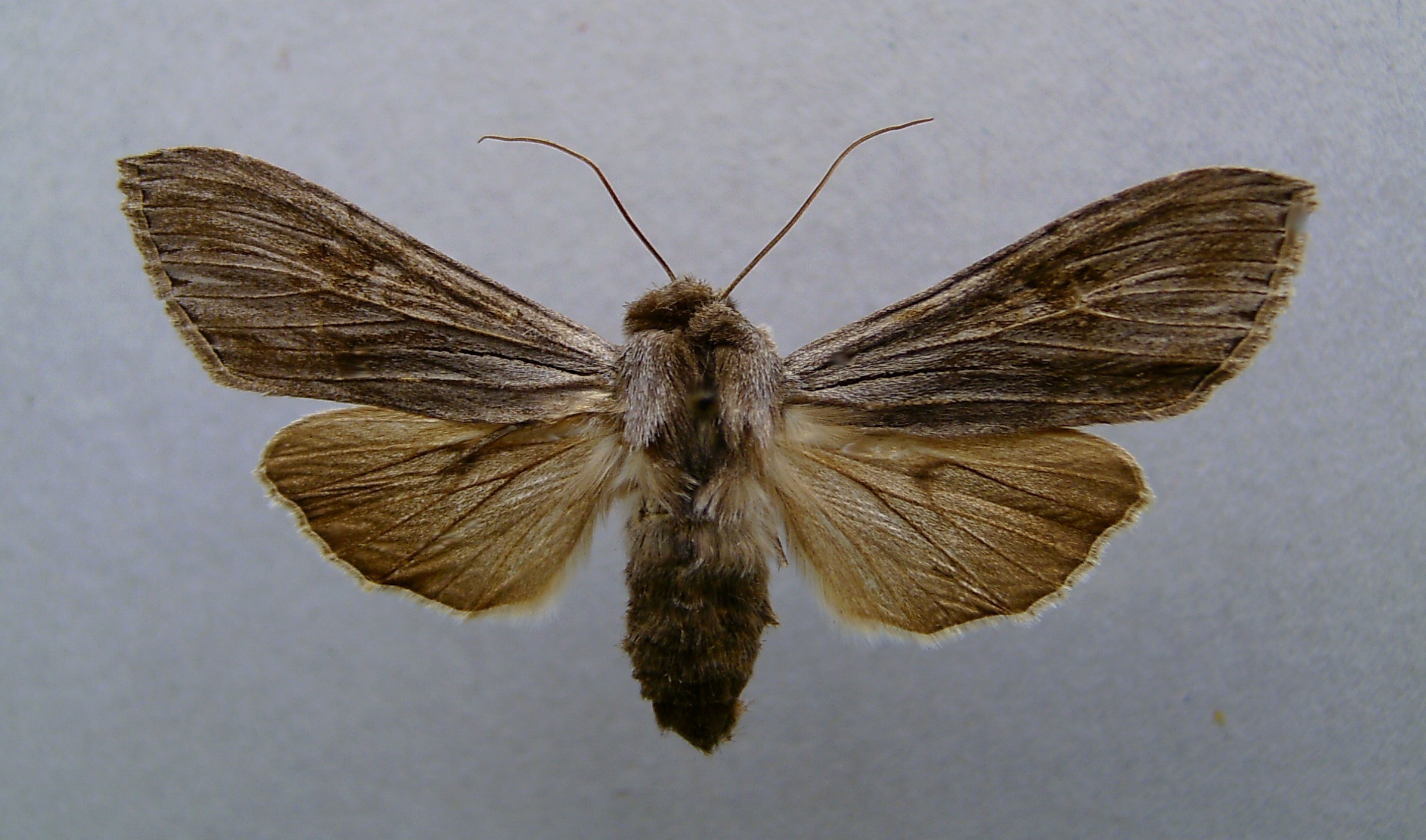
Blågrått kapuschongfly, Cucullia lactucae
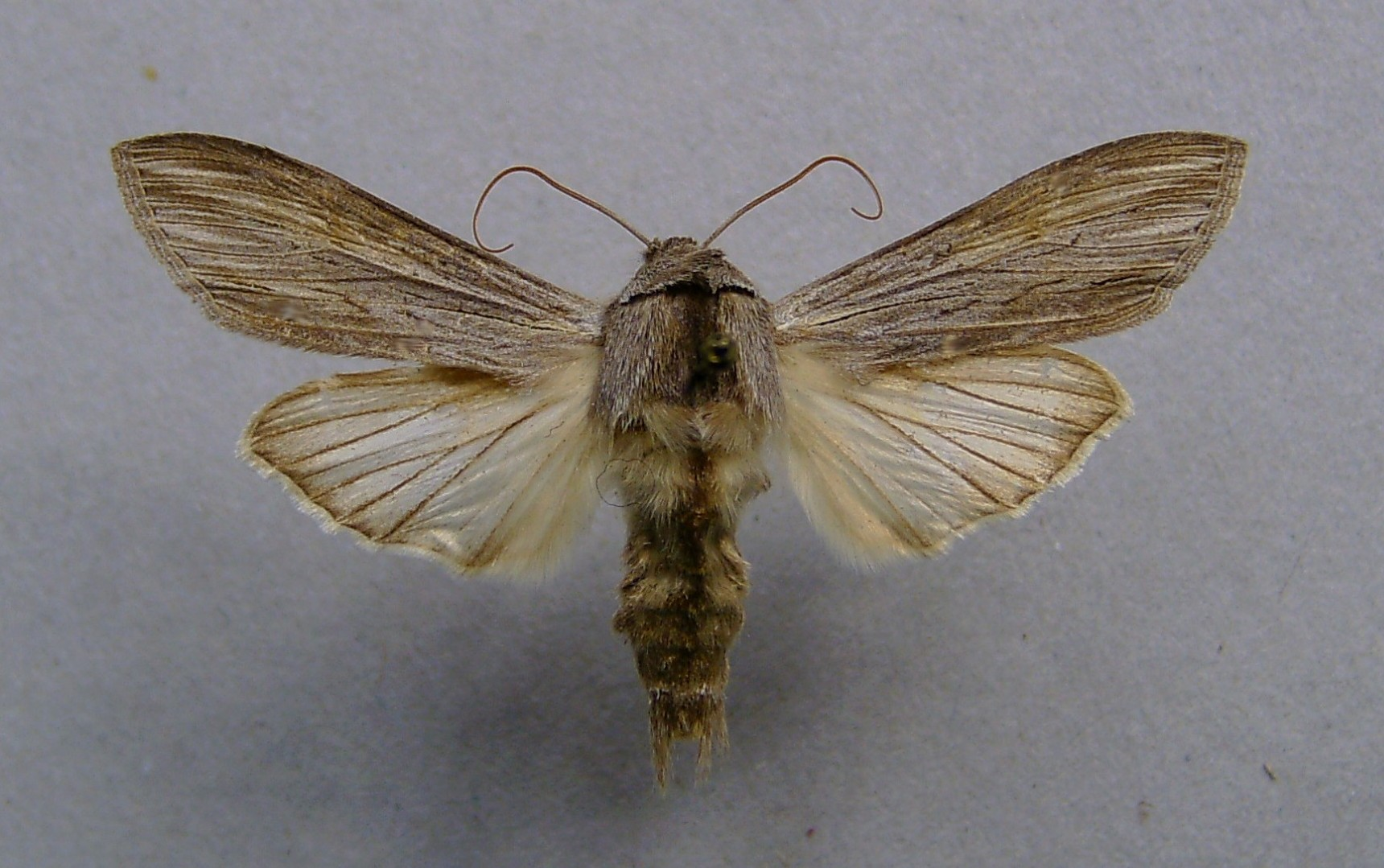
Skuggkapuschongfly Cucullia umbratica
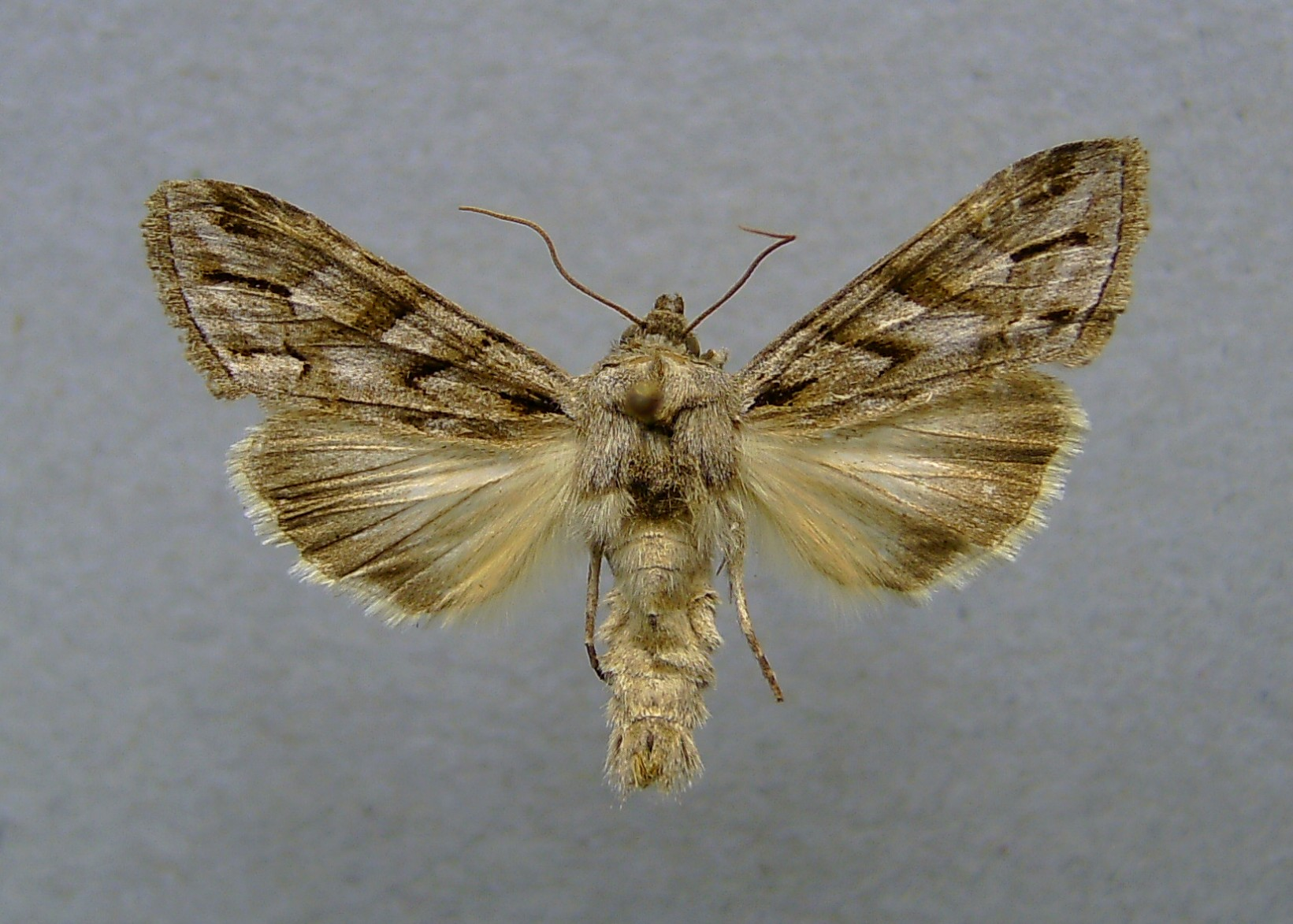
Gråbokapuschongfly Cucullia fraudatrix
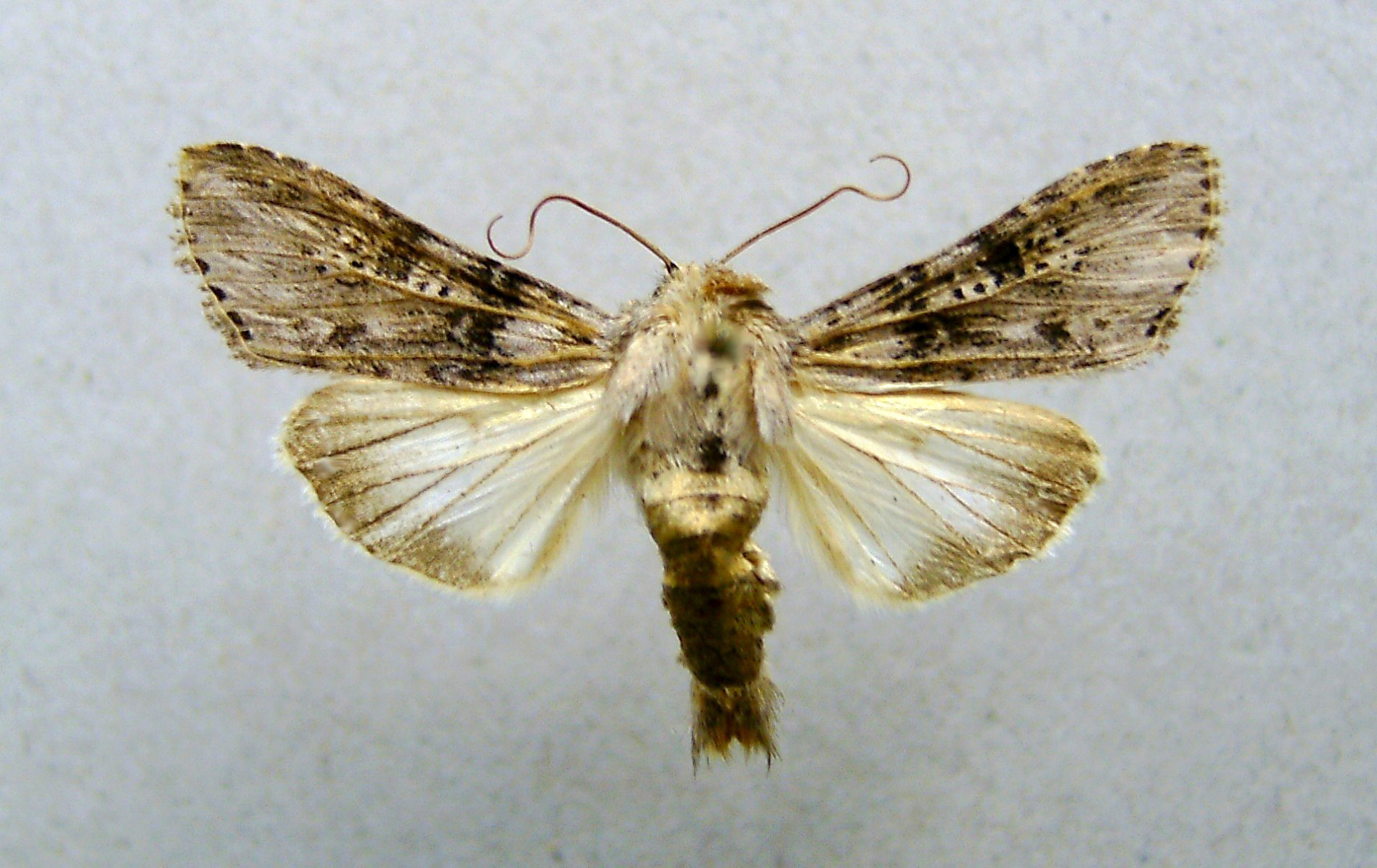
Absintkapuschongfly Cucullia absinthii
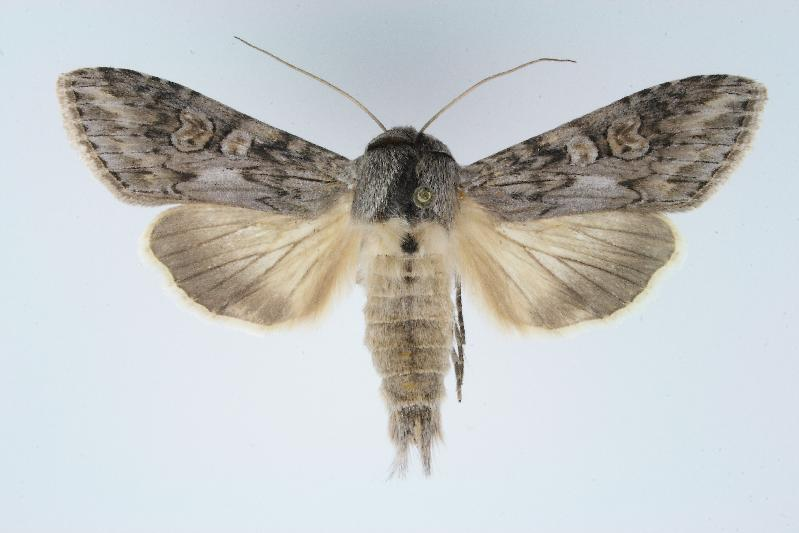
Malörtskapuschongfly, Cucullia artemisiae
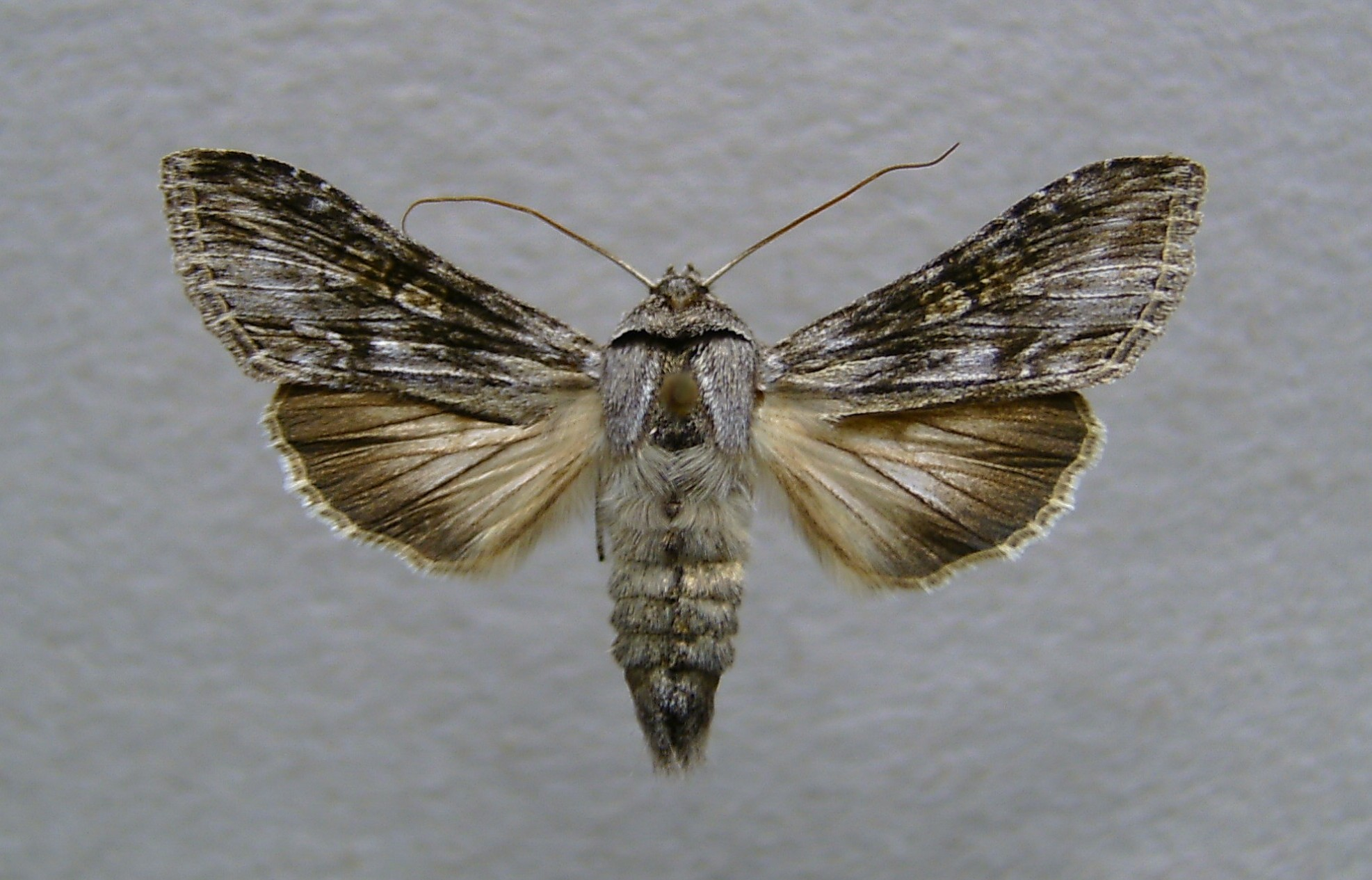
Cucullia xeranthemi
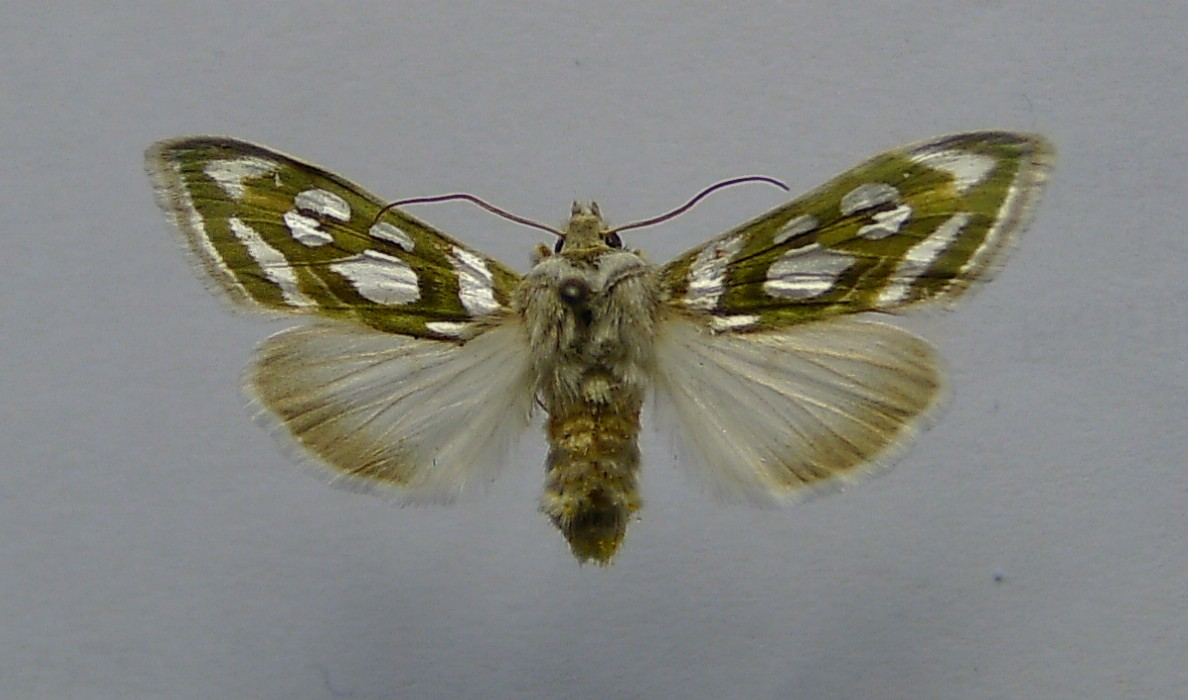
Silverfläckat kapuschongfly Cucullia argentea
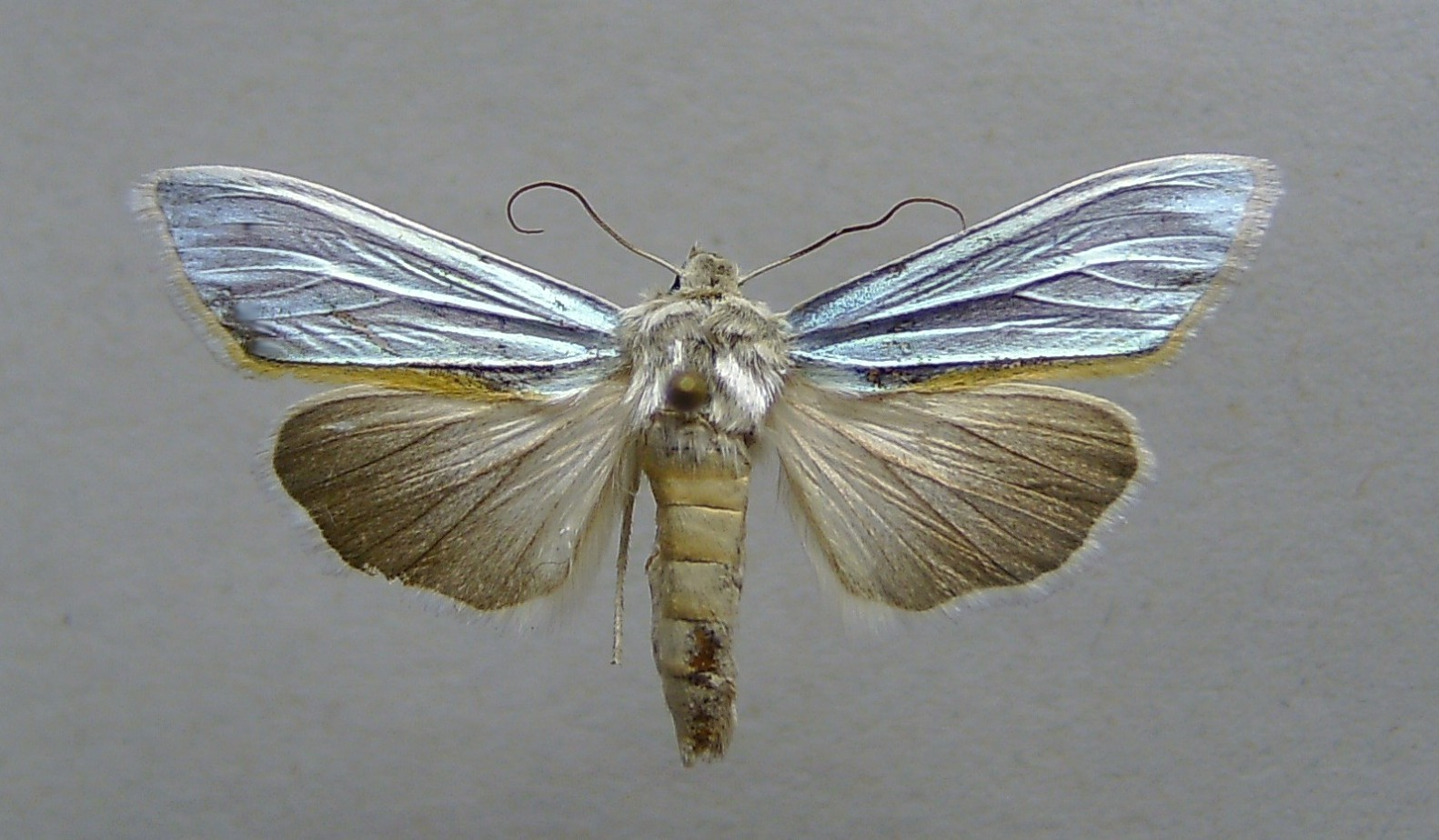
Cucullia splendida
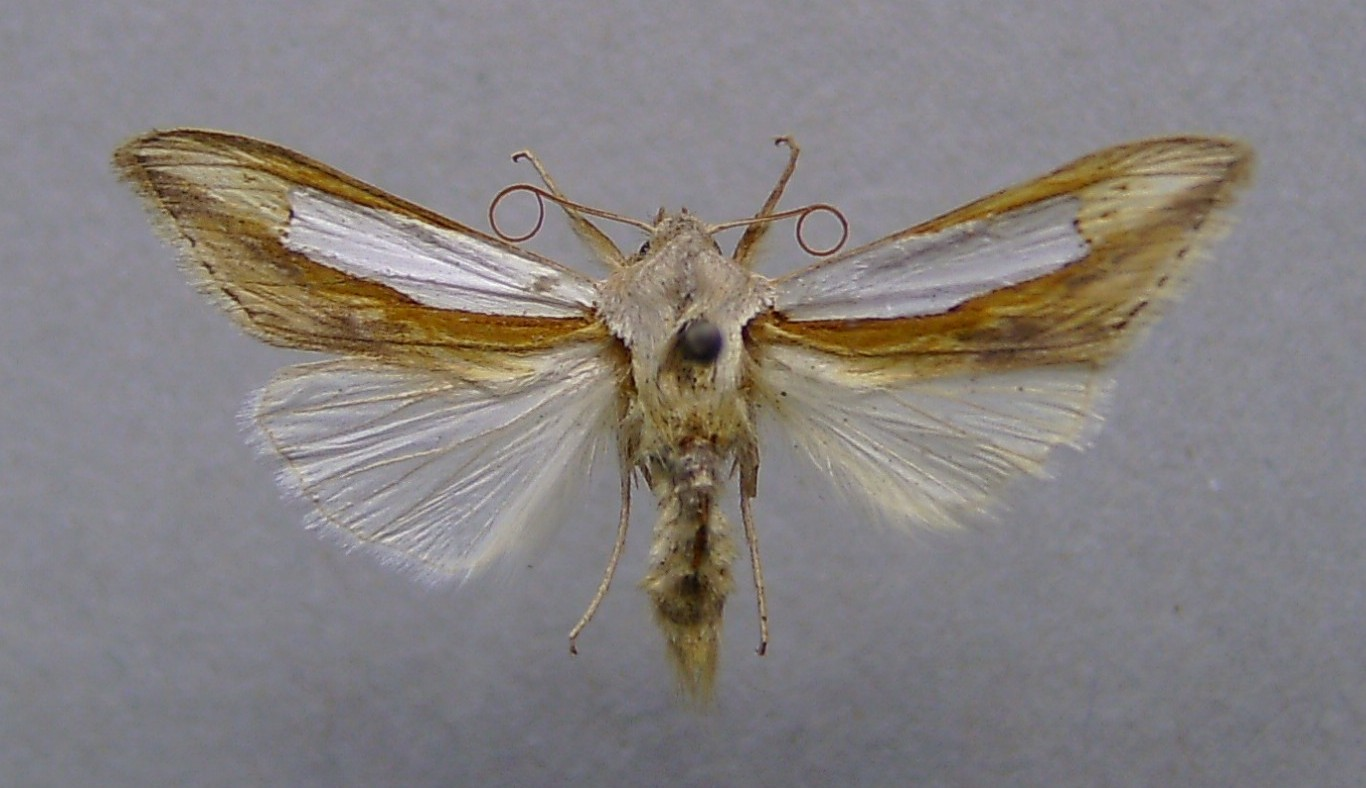
Cucullia argentina
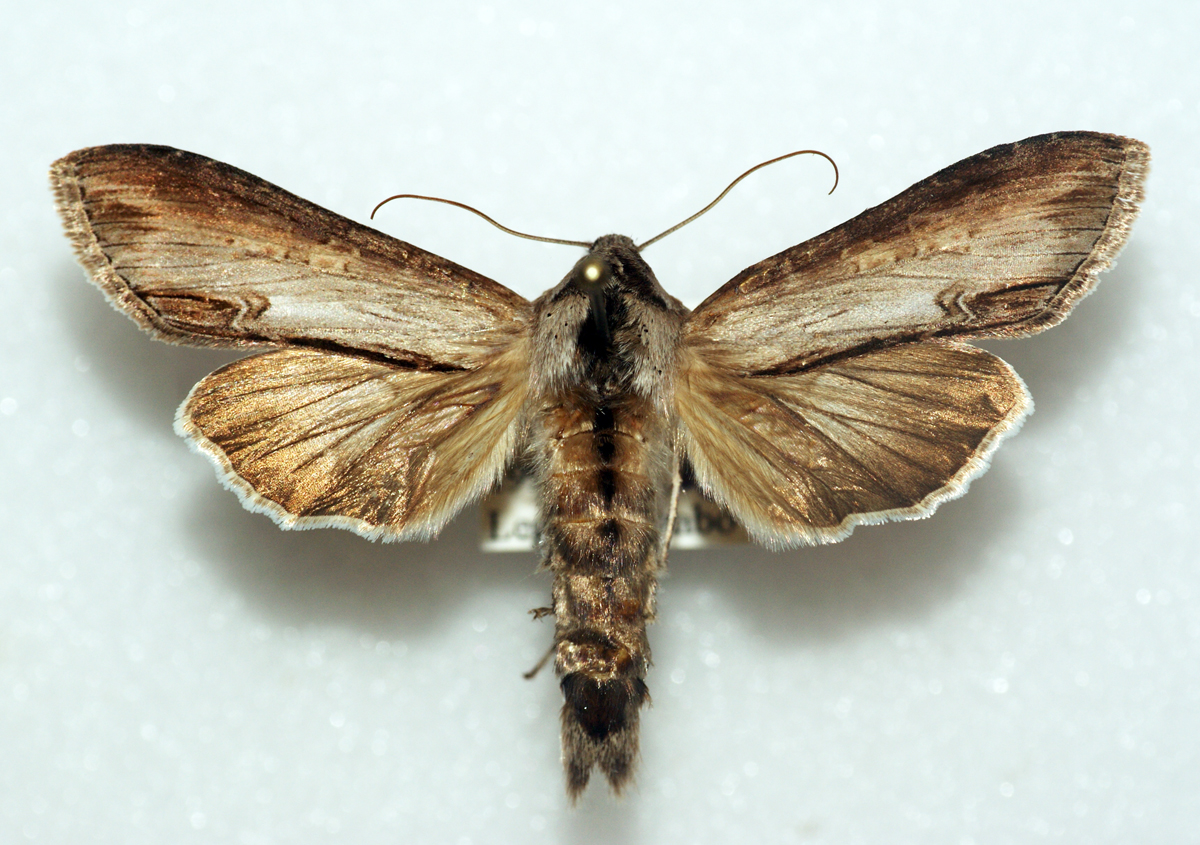
Asterkapuschongfly Cucullia asteris
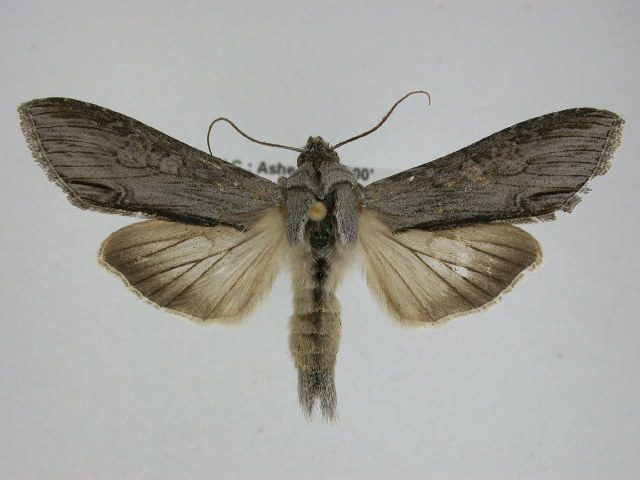
Cucullia postera
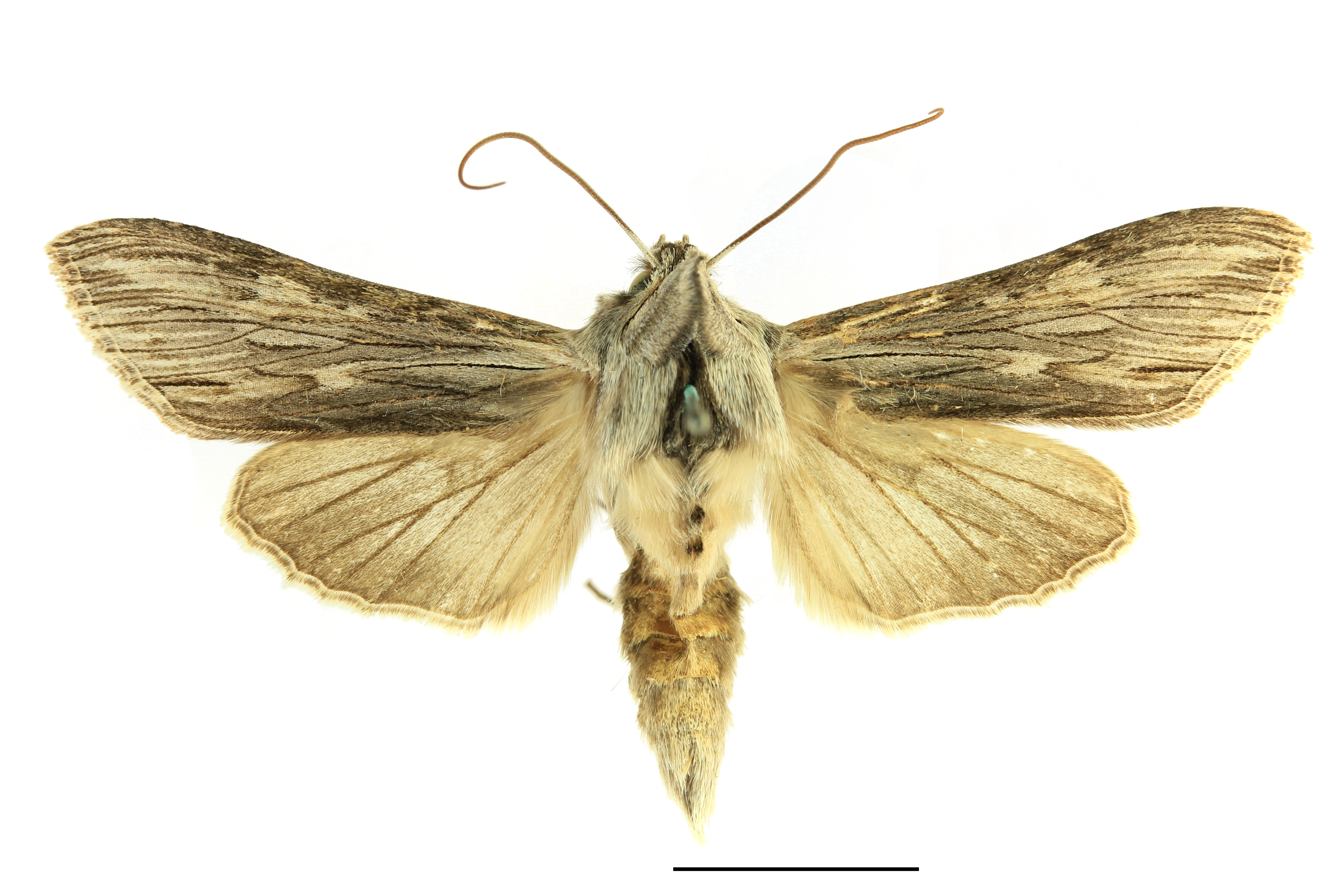
Kamomillkapuschongfly Cucullia chamomillae
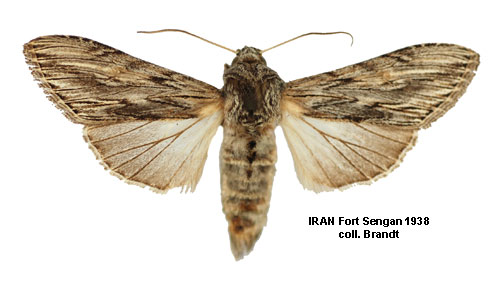
Stäppkapuschongfly Cucullia boryphora
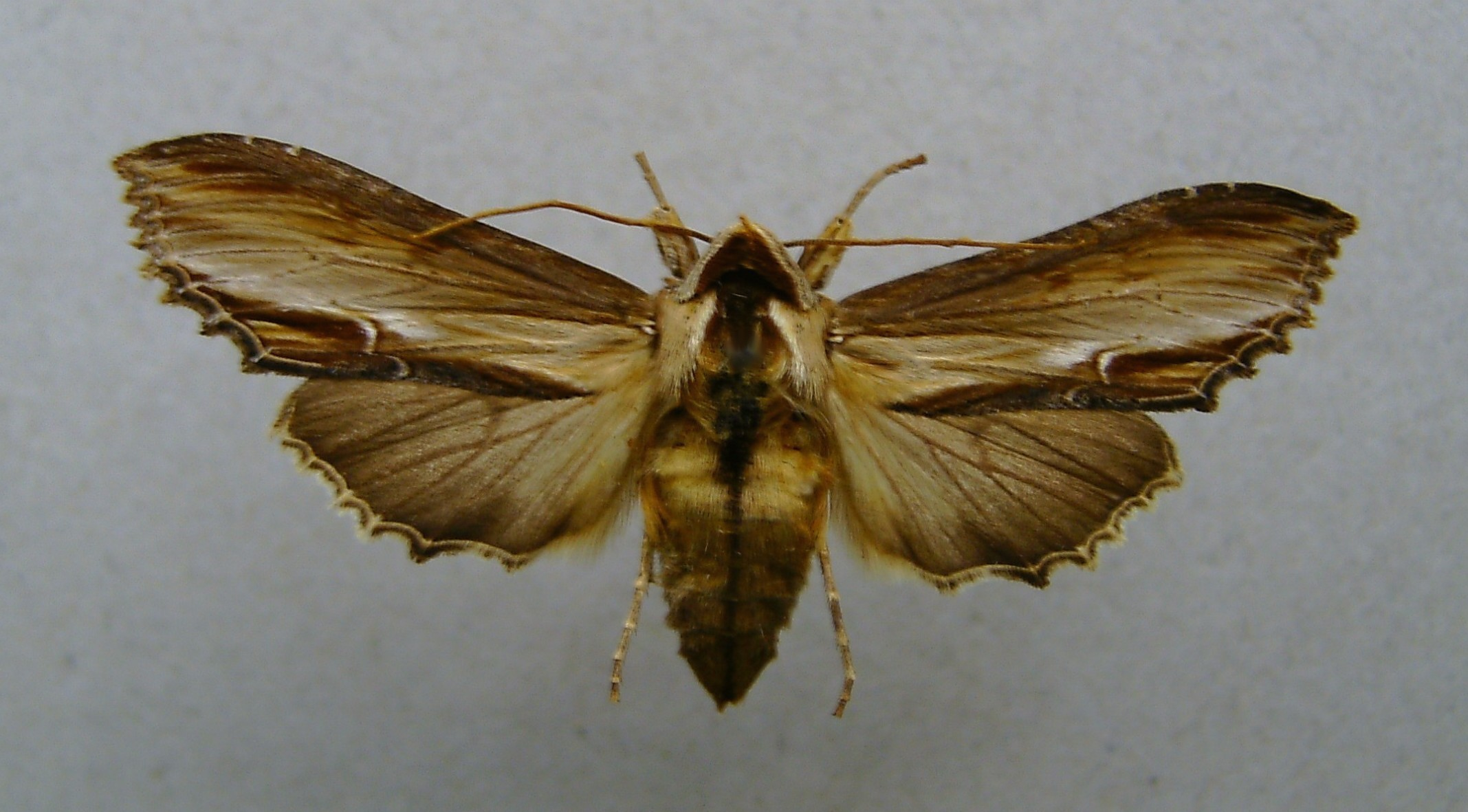
Kungsljuskapuschongfly Cucullia verbasci

### Larver

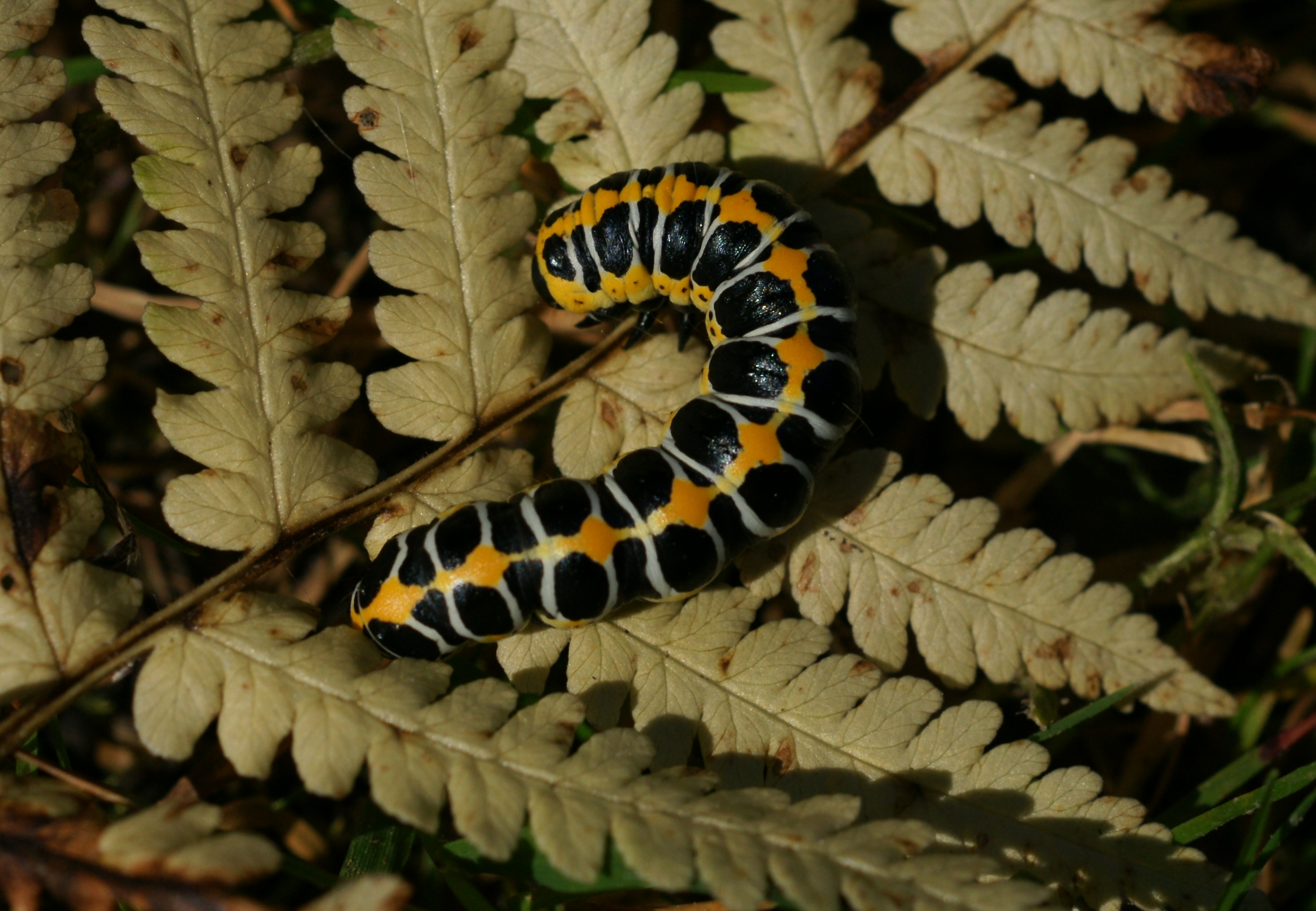
Blågrått kapuschongfly, Cucullia lactucae
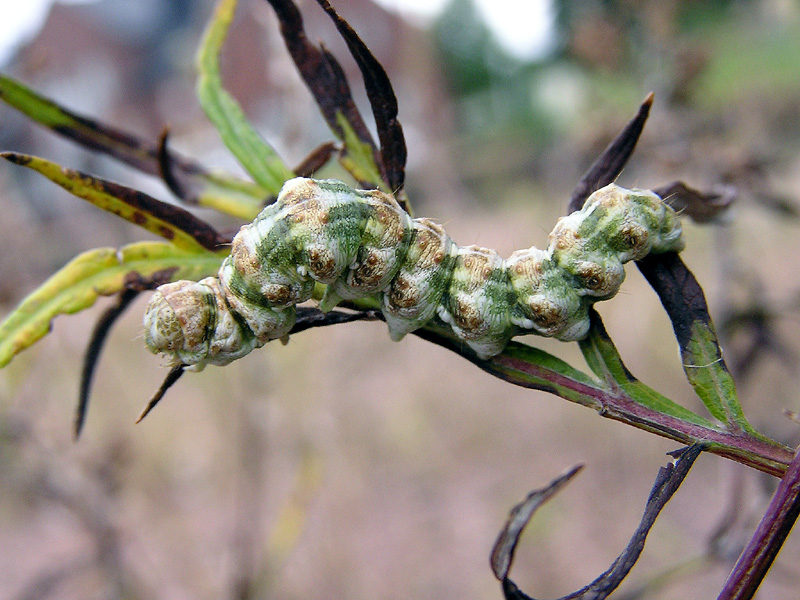
Absintkapuschongfly Cucullia absinthii
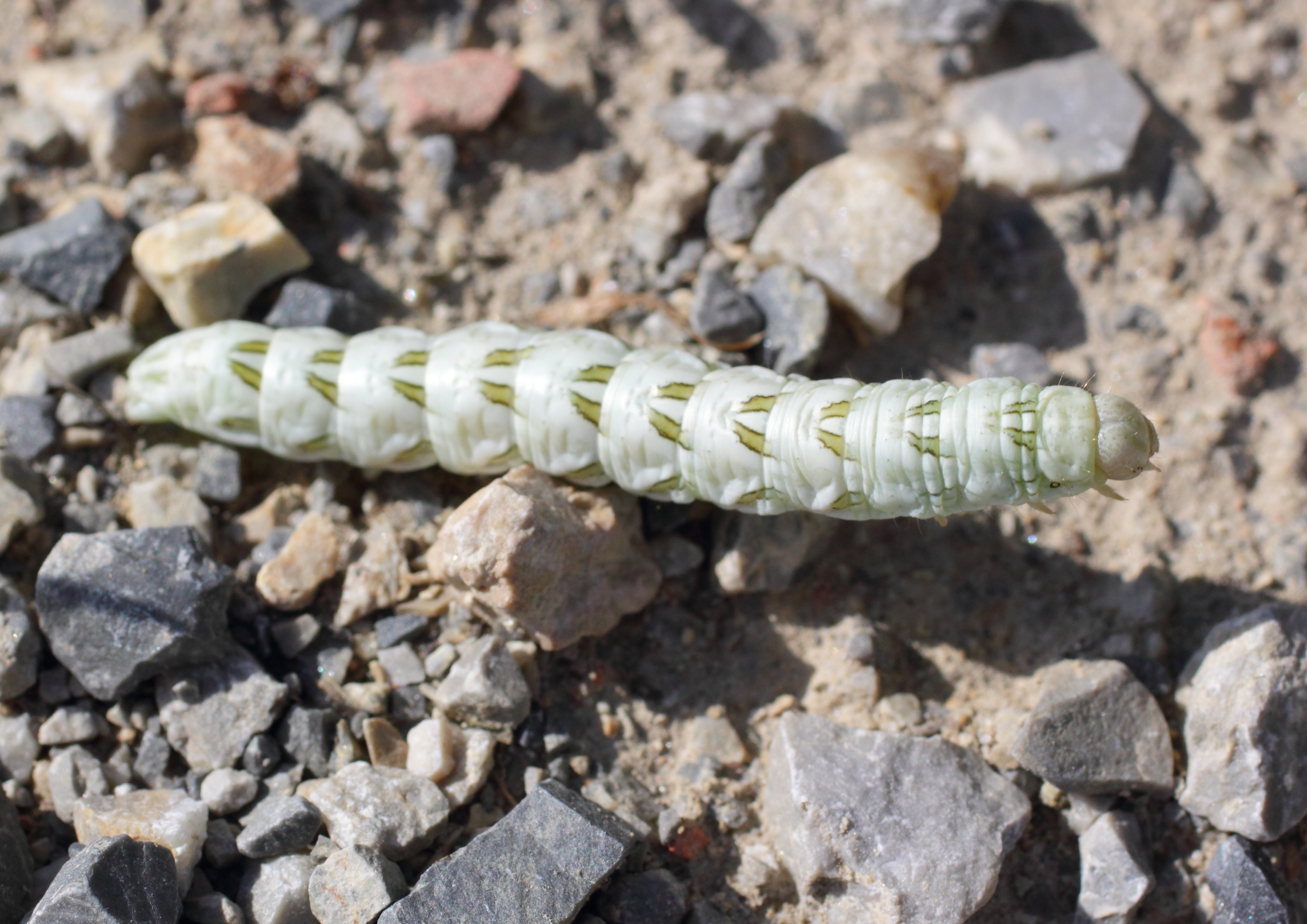
Kamomillkapuschongfly Cucullia chamomillae (vit form)
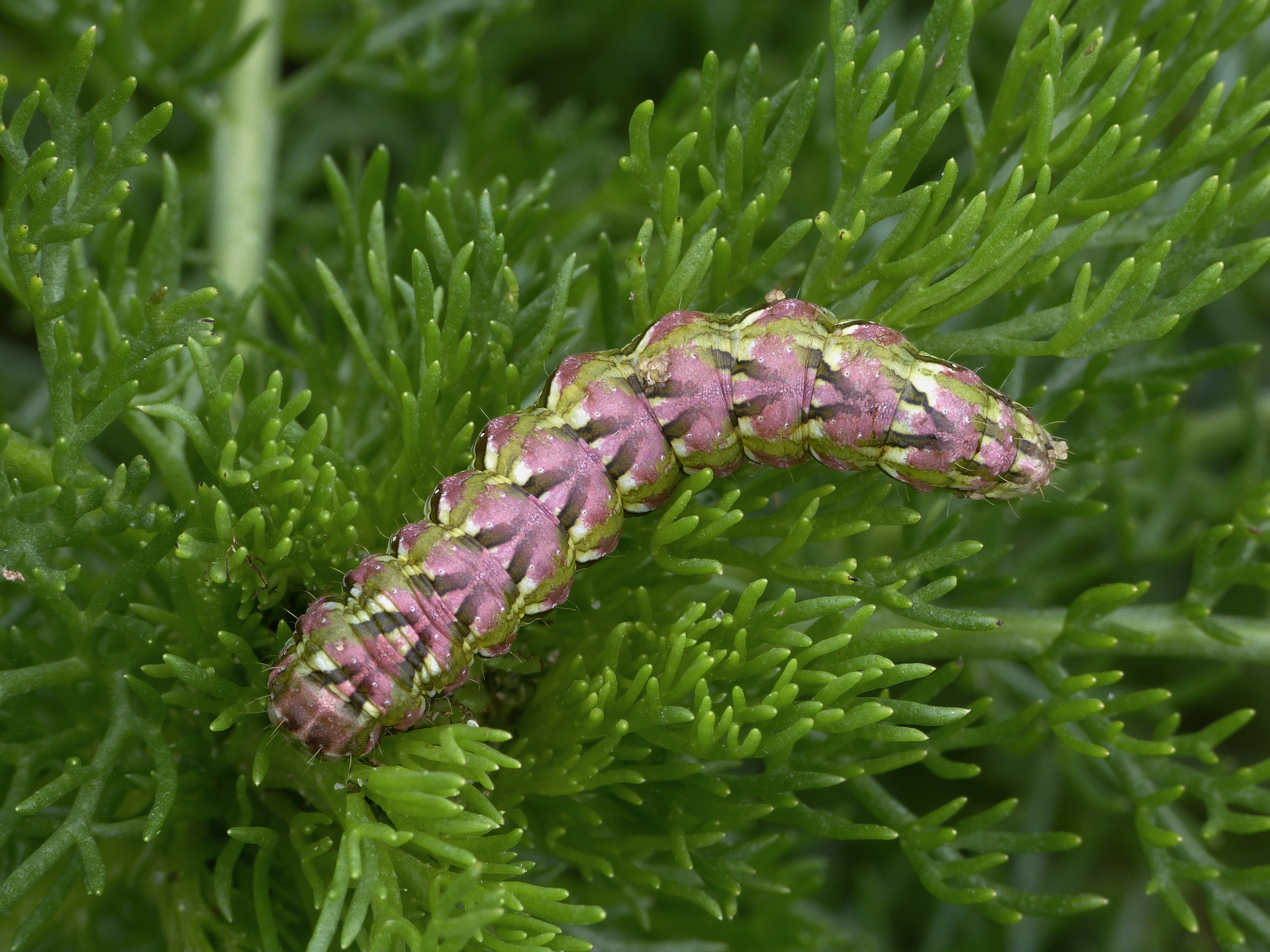
Kamomillkapuschongfly Cucullia chamomillae (röd form)
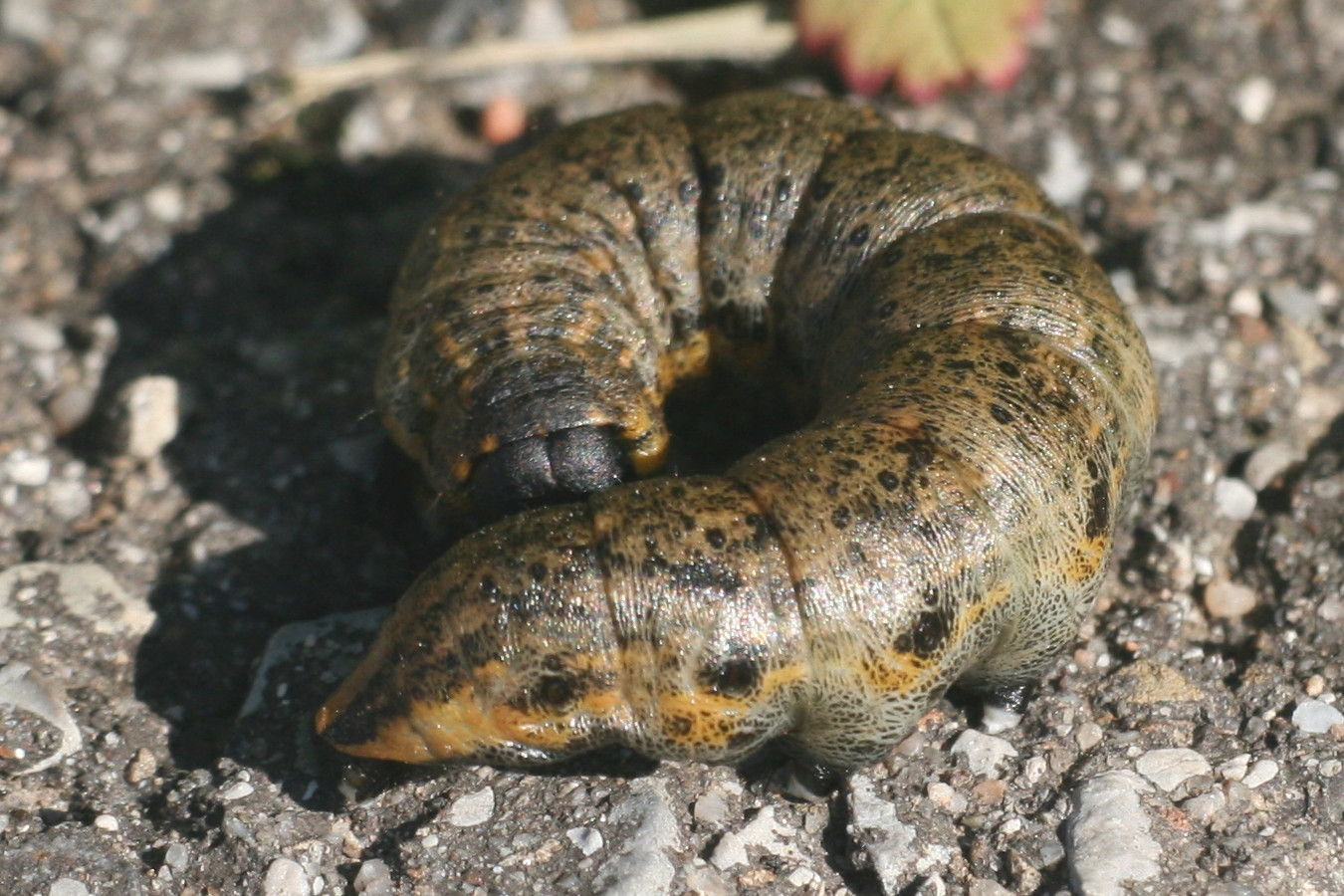
Skuggkapuschongfly Cucullia umbratica
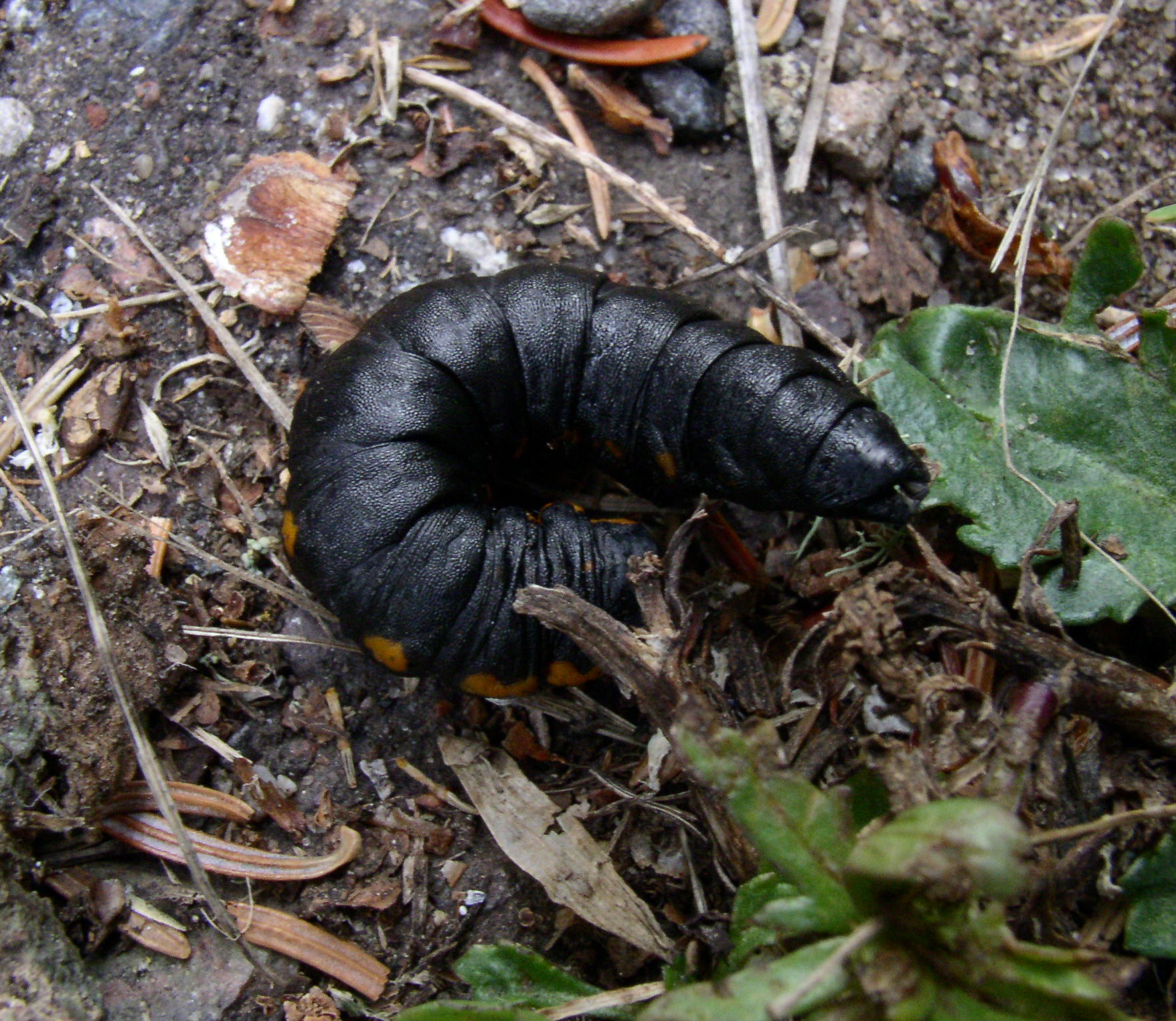
Cucullia intermedia
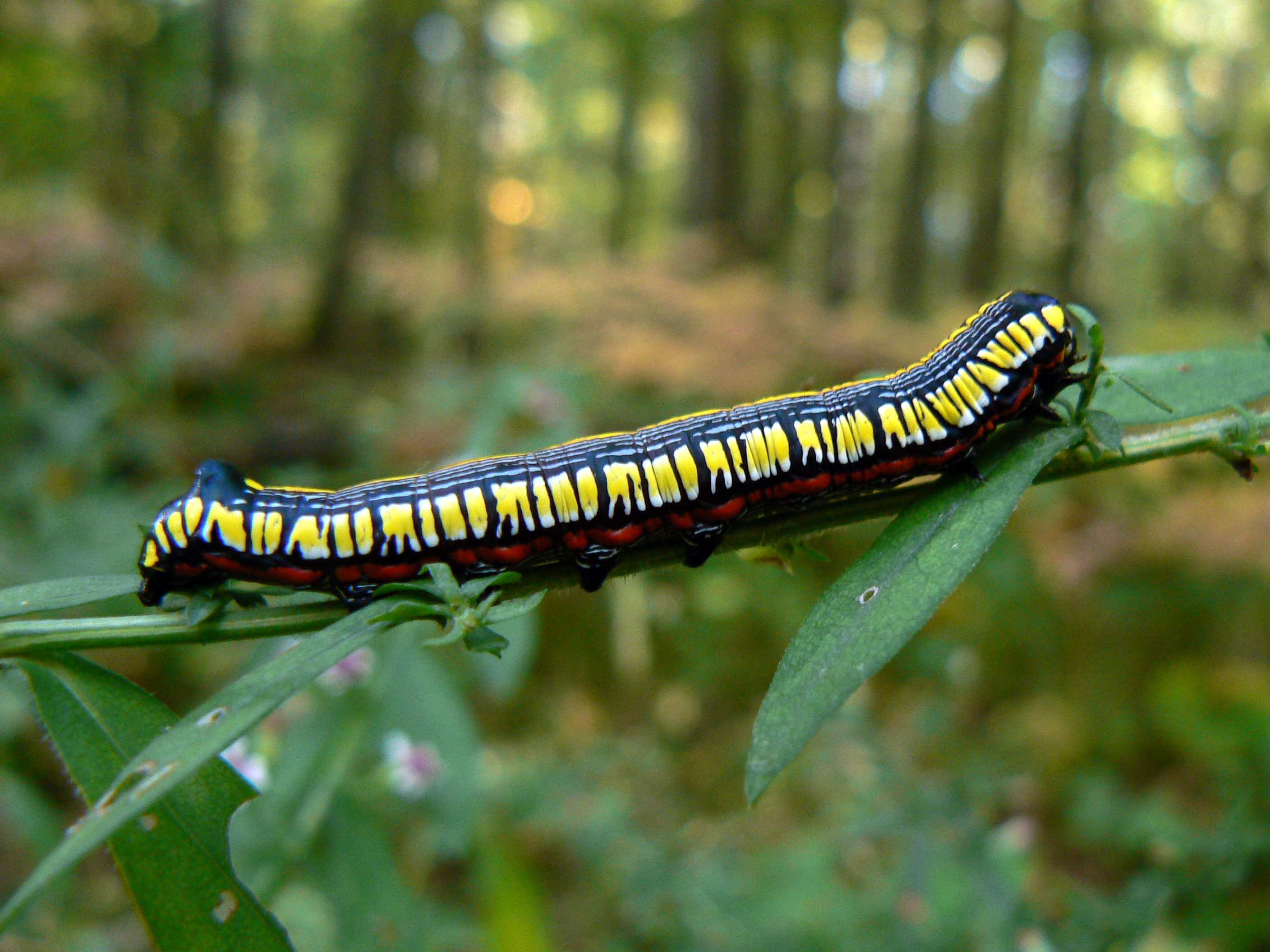
Cucullia convexipennis
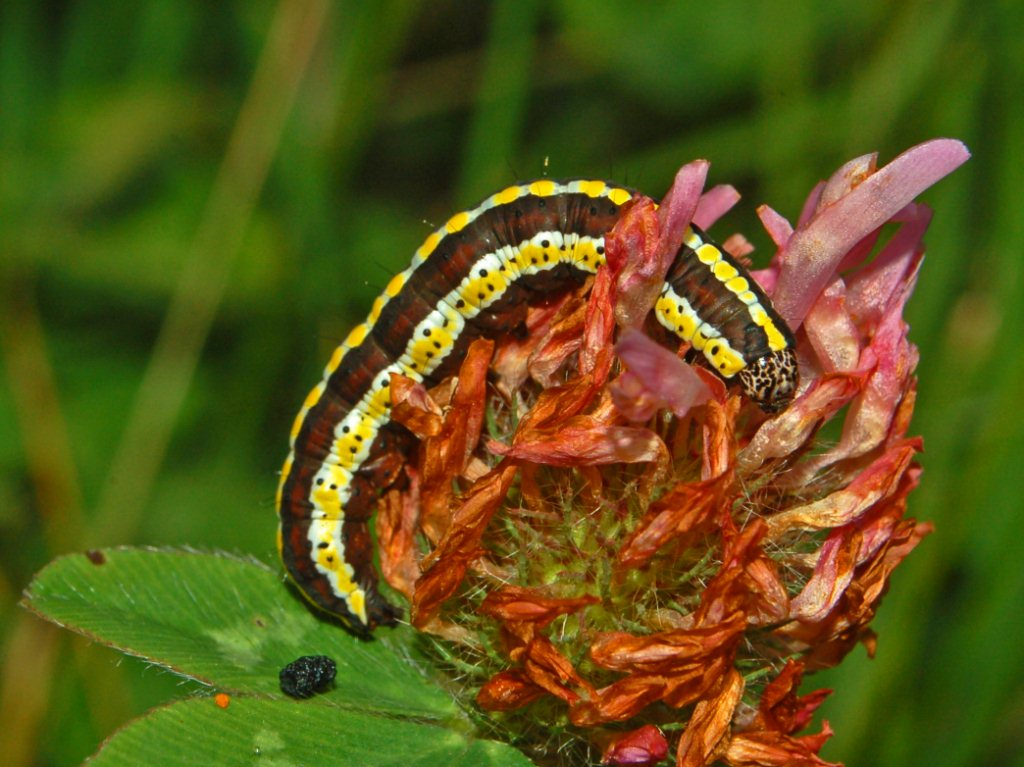
Ljusskyggt kapuschongfly Cucullia lucifuga
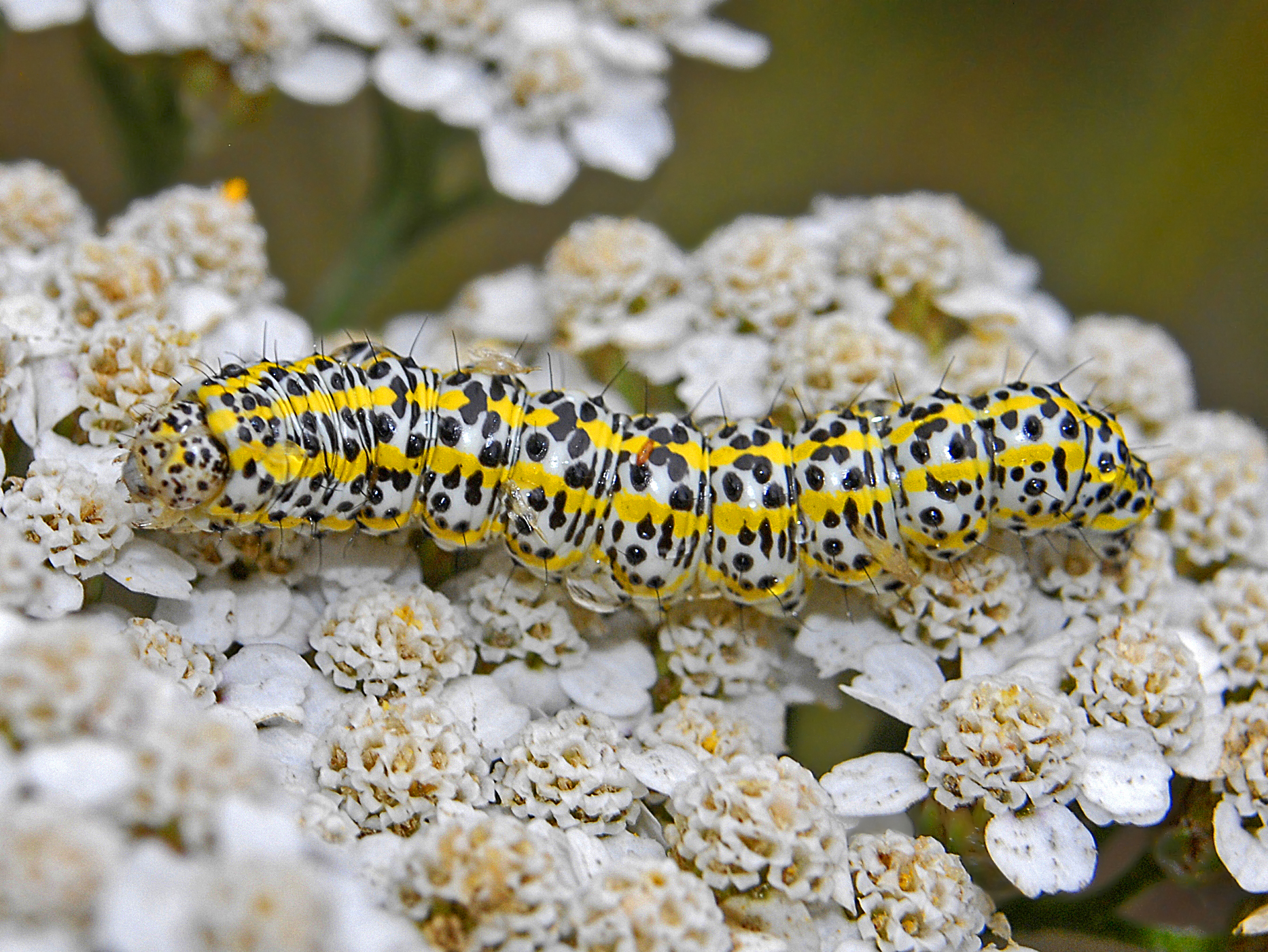
Renfanekapuschongfly Cucullia tanaceti
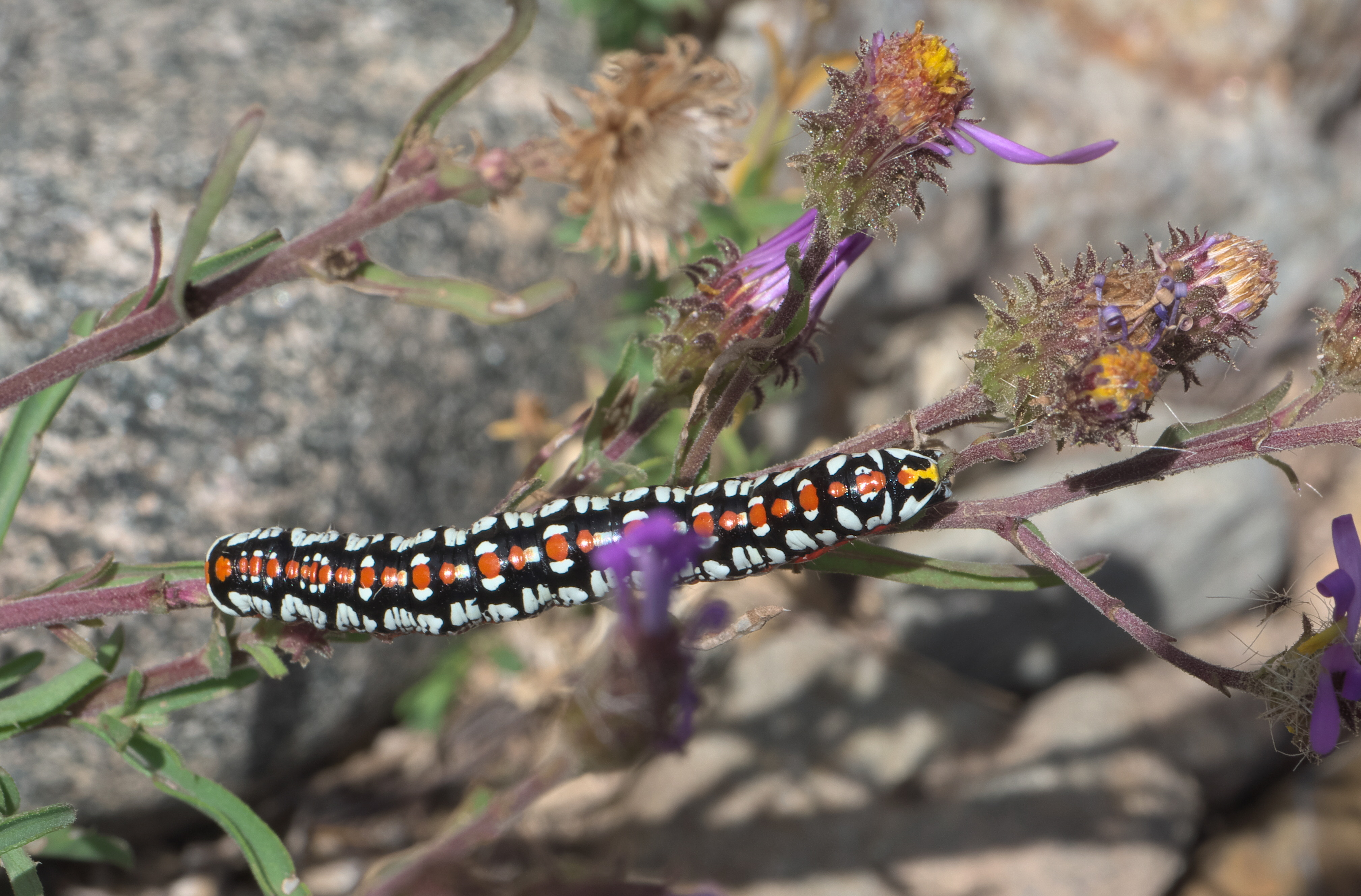
Cucullia dorsalis
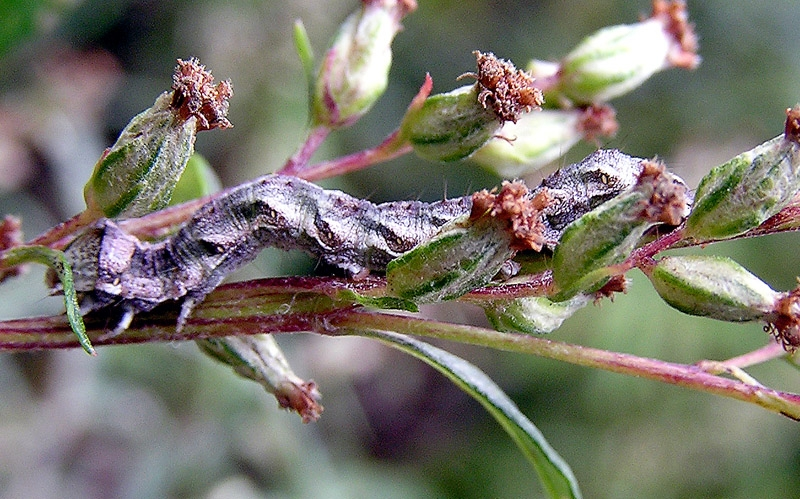
Gråbokapuschongfly Cucullia fraudatrix
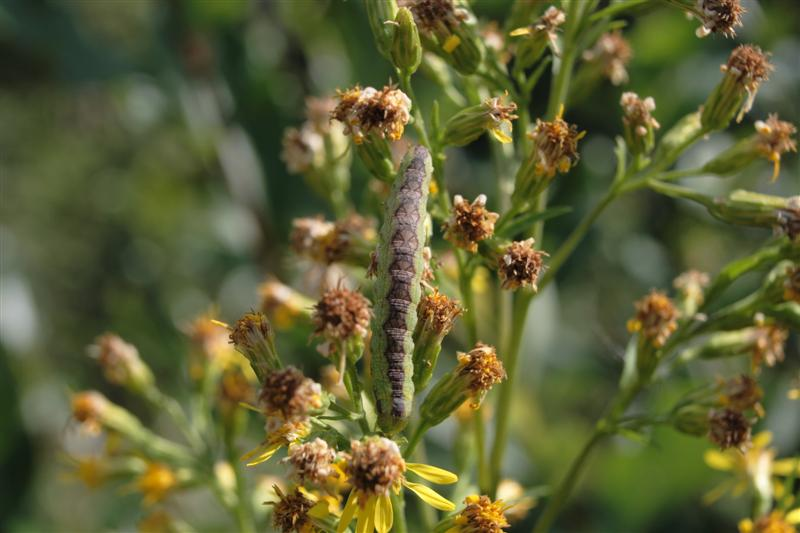
Gullriskapuschongfly Cucullia gnaphalii
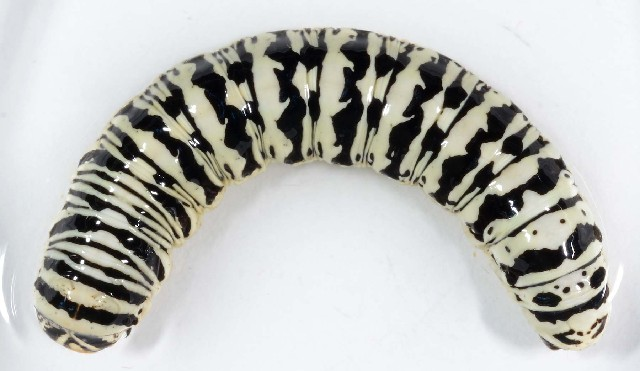
Cucullia speyeri
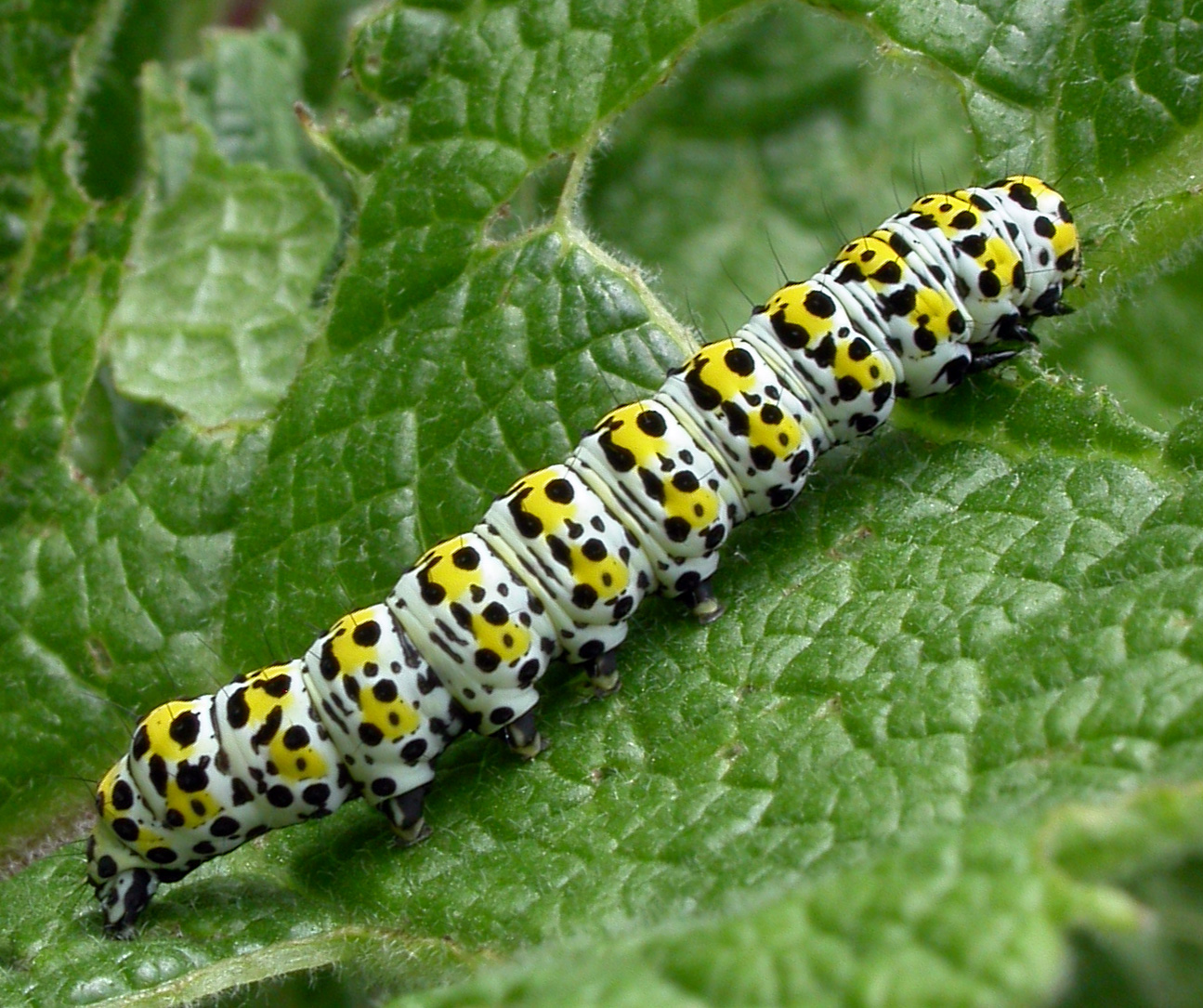
Kungsljuskapuschongfly Cucullia verbasci